# Chasing Dreams
Pour plus de détails, voir Fiche technique et Distribution.
Chasing Dreams est un film américain réalisé par Therese Conte et Sean Roche, sorti en 1982.

## Fiche technique
- Réalisation : Therese Conte et Sean Roche
- Scénario : David G. Brown, Therese Conte et Sean Roche
- Pays :  États-Unis
- Genre : Drame
- Durée : 94 minutes
- Date de sortie : 1982

## Distribution
- David G. Brown : Gavin
- John Fife : Parks
- Jim Shane : Father
- Claudia Carroll : Mother
- Matt Clark : Ben (as Matthew Clark)
- Cecilea Bennett : Pam
- Kellly McCarthy : Cindy
- Lisa Kingston : Sue
- Don Margolin : Coach Stevens
- Marc Brandes : Gaylord
- Dan Waldman : Nick
- Henry Dunn : Cougar Player #1
- Sean Collins : Cougar Player #2 (as John Sullivan)
- Ken Straus : Cougar Player #3
- Terence O'Malley : Cougar Player #4
- Arthur Tonna Jr. : Cougar Player #5
- David D'Arnal : Cougar Player #6 (as Dave D'Arnal)
- David Christopher : Cougar Player #7
- Elliot Tonna : Cougar Player #8
- Kevin Costner : Ed
- Martin Katz : Cougar Player #9
- Brian Bird : Cougar Player #10
- Charles Craig : Angry Cougar
- Jim Birge : Sports Announcer
- Jan Rabson : Scout (as Stanley Gurd Jr.)
- Joey Benson : Owner of Club
- Patrick Cameron : Pro Ball Player
- Doug Cronin : Sheriff
- Marilyn Korones : Teacher
- Janet Levy : Renee
- Chuck Himber : Reporter
- Michael Downing : Doctor
- Simon Barron : Priest (as Simon Barrow)
- Robert Morrison : Umpire
- Marv Tobias : Umpire
- Gery Munn : Umpire
- Tim Robinson : Billy in Batting Cage
- David Strollery : Grandpa
- Mitzi Strollery : Grandma
- Craig Hammill : Boy in Park (as Craig Hammill Jr.)
- Darryl Stroh : Bulldog Coach
- Bill Cassese : Bartender